# Ele, Ela, Quem?
Ele, Ela, Quem? é um filme brasileiro de gênero comédia romântica, dirigido Luiz de Barros, com roteiro de Daniel Rocha, lançado em 1980 e gravado em 1977.
A produção do filme se iniciara em 1977, marcando o retorno de Luiz de Barros  ao cinema, uma vez que o último filme que havia dirigido tinha sido Vagabundos no Society, em 1962. Além disso, fora o último filme dirigido por Luís, após mais de 60 anos de carreira como cineasta.

## Elenco
| Ator/Atriz       | Personagem                             |
| ---------------- | -------------------------------------- |
| Chico Ozanan     | Elvira                                 |
| Regina Carrancho | Carmen                                 |
| Regina Chaves    | Olga                                   |
| Carvalhinho      | Dr. Alberto Gonzaga                    |
| Zezé Macedo      | Madame Grignac, diretora do Pensionato |
| Dinorah Marzullo | Secretária do Pensionato               |
| Laís Dória       | Lili                                   |
| Maçaroca         | Médico                                 |
| Célia Maracajá   | Amiga                                  |
| Yasunari Nakano  | Professor de judô                      |

## Ligações Externas
- Ele, Ela, Quem?. no IMDb.